# Parnassia amoena
Parnassia amoena là một loài thực vật có hoa trong họ Dây gối. Loài này được Diels mô tả khoa học đầu tiên năm 1900.